# Марин Чолаков
Марин Добрев Чолаков, известен като Стефан или Шунков, е български революционер, деец на Вътрешната македоно-одринска революционна организация, войвода на чета в 1901 - 1903 година в районите на Пашмаклийско, Скеченско, Гюмюрджинско, Дедеагачно, Ортакьойско и Димотишко.

## Биография
Чолаков е роден на 23 юни 1877 година в село Кьопеклии, Провадийско, в Османската империя, днес в България в семейството на Добри Жеков и Хрусана Добрева. Завършва I клас в Шумен, а след него 4 години следва в Софийското рисувателно училище. Напуска училището през март 1901 година и заминава за Чепеларе по молба на началника на революционния пункт на ВМОК Вълчо Антонов. Първоначално Чолаков е секретар на четата му, а малко по-късно става самостоятелен войвода на първата организационно-агитационна чета в Западна Тракия. Води чета в района на Гюмюрджина, като за задача има да организира местни комитети и да събере парични средства за самоиздръжка. На 11 май 1901 година (стар стил) четата му напада пашовския син Нури бей край Арда, избива шестимата му охранители, но Нури, ранен успява да се спаси. През ноември 1901 година четата му напада Кочоглу бей в село Юнуздере и отстъпва с двама ранени.
| Чета на Чолаков през лятото на 1901 година | Чета на Чолаков през лятото на 1901 година |
| Име                                        | От                                         |
| ------------------------------------------ | ------------------------------------------ |
| 1. Марин Чолаков                           | Градинарово                                |
| 2. Недялко Килев                           | Кръстополе                                 |
| 3. Атанас Късия                            | Кръстополе                                 |
| 4. Димитър Попето                          | Долна Джумая                               |
| 5. Симеон Дечев                            | Чепеларе                                   |
| 6. Иван Калайджиев                         | Чокманово                                  |
| 7. Георги Ангелов Кропчев                  | Чокманово                                  |
| 8. Стою Сивков Бокат                       | Чокманово                                  |
| 9. Цилю Тропчев                            | Габрово                                    |
| 10. Христо Дьовлетлиев                     | Чокманово                                  |
| 11. Васил Тодоров Топавичаря               | Устово                                     |
| 12. Христо Карпачов Кьосето                | Карлуково                                  |

През юли 1902 година заедно със Стефан Чакъров покръщават Тане Николов и Димитър Запрянов. През август 1902 година Чолаков навлиза в Гюмюрджинско с четата на Константин Антонов. В нея влизат Тане Николов, Димитър Запрянов, Дядо Петър, Стефан Чакъров, Недялко Килев, Атанас Тропчов, Симеон Дечев, Стойчо Караиванов и Желю Иванов, братовчед на Антонов. От Енимахле, през Попово, Аврен и Дутли четата стига до Манастир. Антонов заминава да Доганхисар, а четата му начело с войводата Чолаков и организатора Чакъров минава през Домуздере, Дедеагачко, Калайджидере, Кушланли. Чакъров, Иванов и Запрянов заболяват тежко от тропическа малария и са принудени да се приберат в България, а Дядо Петър и Дечев по нареждане на Антонов заминават за Ксантийско. Към четата се присъединява куриерът Митрю Карабелята, който я води в Дедеагачко. След напускането на района от Антонов през октомври-ноември Чолаков с четата си остава в Дедеагачко.
През Илинденско-Преображенското въстание през октомври е ръководител на нападението срещу турското село Кюстюкьой, Свиленградско, заедно с Михаил Сидеров и подпоручик Вълчо Славов. С 25 души Чолаков напада селото от около 150 къщи, в което има 200 души войска. След тричасово сражение, вкоето четата дава само три жертви, селото е опожарено и четата се оттегля в село Хебибчево, на българска територия.
Чолаков се оттегля от активна революционна дейност след въстанието.
Христо Караманджуков пише за Чолаков:
| „ | ...Марин Чолаков, мощна, нравствена и волева личност и един голям деятел, известен на западнотракийци под псевдонима Стефан Чолаков. Ако К. Антонов бе интелекта, Т. Дончева - чувството, то Марин Чолаков бе практическата воля, стълбът на движението в продължение на близо три години... Марин Чолаков беше със среден ръст. Постоянно носеше гъста черна брада. По убеждение бе социалдемократ, а по характер тих, мълчалив, справелдлив, съвестен, безкористен, търпелив, настойчин и ревностен изпълнител на високата длъжност, на която доброволно се беше предал. Ние смятаме, че едва ли има българско селище в Западна Тракия, което да не е било посетено от него. Той изпълни дълга си докрай и сега кара своите старини в родното си село при съдбата на всички честни и безукоризнени обществени дейци - в немотия и глад. | “ |

Кмет е на Градинарово в периода 1915 - 1918 година.
На 17 март 1943 година, като жител на Градинарово, подава молба за българска народна пенсия, която е одобрена и пенсията е отпусната от Министерския съвет на Царство България.
Умира на 23 декември 1957 година.